# José Julio García Porras
José Julio García Porras (Jauja, Perú, 27 de mayo de 1900 - Barcelona, España, 4 de enero de 1993) fue un abogado, jurisconsulto, profesor y político peruano.

## Biografía

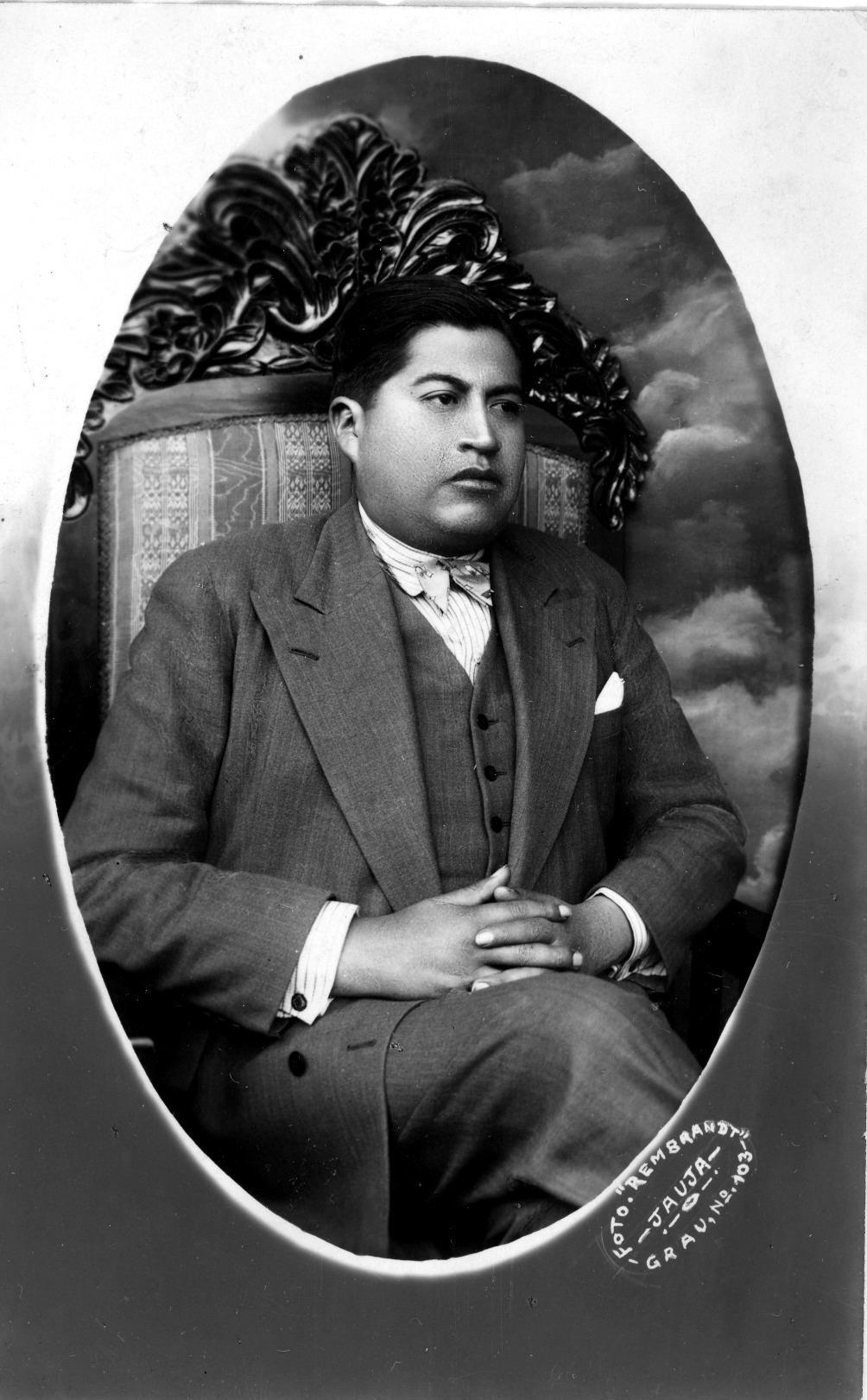
Alcalde Jauja 1931-1934

Nació en la ciudad de Jauja el 27 de mayo de 1900, hijo de Orestes García Quintana (1865-1912) y Carolina Porras Barrera (1874–1961). Su padre, natural de Ataura, escribano de Estado, junto con Don Martín Bonilla mandaron erigir la pila de la plaza de la Comunidad de Santa Rosa de Ataura y la donan en el año 1908, existiendo una placa de recuerdo que se encuentra en la actual municipalidad.
José Julio inicia sus estudios en el "Seminario Menor de San Antonio de Padua”, continuándolos en el “Colegio San José de Jauja", hasta culminar la secundaria. Posteriormente ingresó a la Universidad Mayor de San Marcos, donde cursó sus estudios universitarios en las Facultades de Letras y Derecho, culminando sus estudios de abogado.
Ejerció su profesión en la ciudad de Jauja, luego en Huancayo durante 27 años. Elegido Decano del Colegio de Abogados de Huancayo, desempeñó ese cargo durante cinco periodos, fue alcalde de Jauja durante los años 1931 - 1934 y presidente de la Sociedad de Beneficencia Pública de Huancayo[cita requerida].
También ejerció la docencia dictando clases de Letras en los Colegios de Santa Isabel de Huancayo y la entonces Gran Unidad Escolar "Alfonso Ugarte” de Lima[cita requerida].
Fue elegido diputado por Junín en las Elecciones de 1950 en las que salió elegido como presidente el General Manuel A. Odría, quien ejercía el poder desde 1948. Presentó diversos proyectos legislativos que se convirtieron en leyes, como la de abandono de familia, demarcación territorial del Departamento de Junín, del Día del Locutor, y de terrenos de montaña y aguas.
En 1937, contrajo matrimonio con María Odilia Gutiérrez Basurto, con la que tuvo 9 hijos. María del Rosario, José Felipe, Jorge Orestes, Javier Efraín, Laura Odilia, Luis Gerardo, Julio Alberto, Mario Enrique, y Miguel Ernesto García Gutiérrez.
En 1978. junto con su esposa traslada su domicilio a Barcelona, España, donde siguió ejerciendo la profesión de abogado, siendo homenajeado en forma simultánea por los Ilustres Colegios de Abogados de Lima y Barcelona al cumplir más de 50 años de ejercicio. Combinó su ejercicio profesional con sus estudios de doctorado en la Universidad Central de Barcelona con la tesis “Creación Tribunal Internacional sobre la Ética Profesional”. Desempeñó durante 61 años de ejercicio profesional como abogado. Falleció el 4 de enero de 1993. en Barcelona.

## Diputado de la República del Perú

### Proyectos de ley en los que contribuyó

#### Día Nacional del Locutor Peruano
Promovió  la Resolución Suprema del 3 de febrero de 1954 que luego se convirtió en la Ley N.º 24776 del 17 de diciembre de 1987 por la cual se declaró el "Día del Locutor Nacional"] en circunstancias en que el medio  principal de comunicación era la radio escuchada en  todo el país. El 2011 con la 36.ª Conferencia General de la UNESCO se proclamó el "Día Mundial de la Radio" a propuesta del Gobierno de España.[]
Se adelantó a considerar la locución como actividad profesional y a sentar las bases de su institucionalización como Asociación de Locutores del Perú, ampliando el marco de democratización de la locución y mejorando su ejercicio en el debate público y en las tareas educativas, deportivas, sociales, artísticas y culturales, de emergencia y unificación nacional.

#### Ley de Abandono de Familia
Como Diputado de la Nación, de acuerdo con la práctica parlamentaria formuló de manera innovadora el Anteproyecto de Ley que instituye el delito de abandono de familia, presentándolo al pleno del Congreso el 20 de octubre de 1953, sobre la base de un trabajo de investigación histórico-jurídico en la perspectiva de los derechos humanos, especialmente en defensa de los derechos del menor, protegiendo su desamparo y en donde se desarrolla el concepto de familia como célula social por excelencia, como bien jurídico protegido, en donde la solidaridad debe ser más intensa y duradera y como espacio genuino para hacer más firmes los conceptos de maternidad y de paternidad Ante una situación de desintegración social y falta de mecanismos de cohesión social su propuesta de "Ley de represión al incumplimiento de los deberes de Asistencia Familiar" tiene valor histórico y trascendencia jurídica dado que el abandono familiar se introduce como delito penal por medio de la Ley 13906 de 1962, se incorpora en la Constitución vigente del país  en su artículo 4.º. "La comunidad y el Estado protegen especialmente al niño, al adolescente, a la madre y al anciano en situación de abandono. También protegen a la familia y promueven el matrimonio. Reconocen a estos últimos como institutos naturales y fundamentales de la sociedad" y actualmente en el Código Penal el Capítulo IV del Título III (artículo 141), se denomina "Omisión de Asistencia Familiar" Su propuesta "Ley de represión al incumplimiento de los deberes de Asistencia Familiar" no sólo ha tenido carácter punitivo sino también educativo pues se orienta a reforzar la función social de los padres de familia, la responsabilidad civil y la protección de la familia como núcleo básico de la sociedad y de integración social

#### Ley que crea el Distrito de "Heroínas Toledo", en la Provincia de Concepción del Departamento de Junín.
En el año de 1953 los comuneros de San Antonio de Ocopa, anexo del distrito de Santa Rosa de Ocopa de la Provincia de Concepción, gestionaron ante los representantes por Junín de la Cámara de Diputados Sres. José Antonio Parra del Riego y José Julio García Porras, su desvinculación política y territorial, conformando un nuevo distrito con los Centros Poblados Chiccho, La Libertad y San Pedro.
El 26 de octubre de 1954, es presentado el proyecto de ley que crea el Distrito de Heroínas Toledo, y al exponerse en su considerando los factores políticos, económicos y sociales existentes en la zona territorial que permitirían su concreción, se hace referencia a la denominación del nuevo distrito:
“...Que la heroica hazaña realizada por las heroínas Toledo en Concepción, durante las luchas por nuestra independencia política, en el célebre puente de “Balsa” sobre el río Mantaro, merece que se perpetúe, dándose el nombre de estas heroínas nacionales a la nueva circunscripción a crearse en la provincia.
Que la referida denominación, a la vez que vivifica el recuerdo glorioso de ese hecho histórico, satisfaría la patriótica petición que en este sentido, han formulado a la representación parlamentaria los habitantes de “San Antonio de Ocopa” y de otros pueblos de Concepción...”

#### Logró Fondos Públicos para el Primer Aeropuerto de Alturas de la Nación.
Consiguió nuevos fondos por parte del Gobierno para la terminación del Aeropuerto de Jauja, y gracias a su iniciativa ha sido cedido al Estado para que llegue a ser el Primer Aeropuerto de Alturas de la Nación Peruana. Por las condiciones climáticas que ofrece Jauja, por el movimiento cada vez más creciente del tránsito aéreo entre la costa y la sierra central del Perú, dicho aeropuerto está llamado a desempeñar un papel de progreso importante tanto económico, civil y militar.